# سامك (سنحان)

تعديل مصدري - تعديل

سامك هي إحدى قرى عزلة الربع الغربي بمديرية سنحان وبني بهلول التابعة لمحافظة صنعاء، بلغ تعداد سكانها 675 نسمة حسب تعداد اليمن لعام 2004.